# ヴェネツィアンビーズ
ヴェネツィアンビーズは、ヴェネツィアで作られたガラスビーズの総称。直径5mmを超える大きな物が多い。金箔が封入されている物や、花柄のガラスを集めて一つのビーズに仕立てた物が有名。

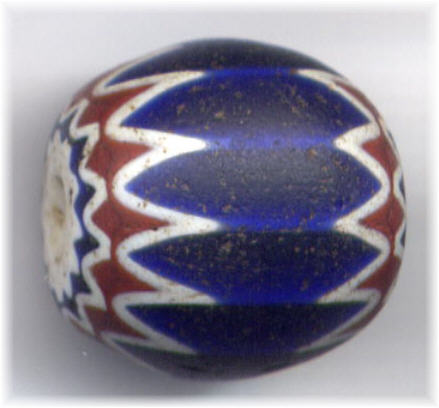
ヴェネツィアンビーズ

ヴェネツィアンビーズの製法はとんぼ玉の製法とほぼ同じであるが、芯に銅線を使い、粘土の離型材を使用しない。そのため、銅線を抜いた後の穴が透き通っているという特徴がある（近年では塩酸の使用規制が厳しくなり、小さな工場では剥離剤を使うこともある）。また、大半がハンドメイドで作られているため、ひとつとして同じビーズは存在しない。
ヴェネツィアはかつて東西交易の中継点となったことから、イスラムのガラス製法が早くに伝えられた。700年ほど前、技術流出を恐れた時の為政者がガラス職人をムラノ島へと移住させたことがヴェネツィアンビーズやヴェネツィアン・グラスの始まりと言われている。職人が狭い島に集中した結果、技術が磨かれ、質が高く芸術性に優れたビーズは、ガラス食器などとともに数多く作られた。交易に使われたため、アフリカなど広い地域で発見され、骨董品として取引の対象になっているものもある。
現在でもムラノ島はヴェネツィアンビーズの中心地となっているが、近年では技術流出が激しく、インド産や中国産のヴェネツィアン風ビーズが低価格で多数出回っている。インド産や中国産のものとの見分け方は年々困難になっているが、ガラスの材質の違いや、芯の部分の違い、デザイン性の違いがある。